# Palpares zebroides
Palpares zebroides är en insektsart som beskrevs av Fraser 1950. Palpares zebroides ingår i släktet Palpares och familjen myrlejonsländor. Inga underarter finns listade i Catalogue of Life.